# 林肯紅魔鬼足球會
林肯紅魔鬼足球會（英語：Lincoln Red Imps F.C.）是直布羅陀的職業足球俱樂部，於1976年成立。球隊目前於直布羅陀超級足球聯賽角逐。球队保持着欧洲最长连续不败联赛纪录：从2009年5月到2014年9月，在长达1959天的时间里连续88场不败。

## 榮譽
- 直布羅陀足球聯賽
  - 冠軍 (29)：1984–85, 1988–89, 1989–90, 1990–91, 1991–92, 1992–93, 1993–94, 2000–01, 2002–03, 2003–04, 2004–05, 2005–06, 2006–07, 2007–08, 2008–09, 2009–10, 2010–11, 2011–12, 2012–13, 2013–14, 2014–15, 2015–16, 2017–18, 2018–19, 2020–21, 2021–22, 2022–23, 2023–24, 2024–25
- 巨岩盃
  - 冠軍 (20)：1985–86, 1988–89, 1989–90, 1992–93, 1993–94, 2001–02, 2003–04, 2004–05, 2005–06, 2006–07, 2007–08, 2008–09, 2009–10, 2010–11, 2013–14, 2014–15, 2015–16, 2020–21, 2021–22, 2023–24
- 直布羅陀超級盃
  - 冠軍 (12)：2001, 2002, 2004, 2007, 2008, 2009, 2010, 2011, 2014, 2015, 2017, 2022
- 直布羅陀高級聯賽盃（英语：Gibraltar Premier Cup）
  - 冠軍 (18)：1986–87, 1987–88, 1988–89, 1989–90, 1990–91, 1991–92, 1992–93, 1999–00, 2001–02, 2002–03, 2003–04, 2004–05, 2005–06, 2006–07, 2007–08, 2010–11, 2011–12, 2013–14

## 外部連結
- 官方網站 （页面存档备份，存于）
- Lincoln Red Imps F.C. Twitter account （页面存档备份，存于）
- UEFA頁面 （页面存档备份，存于）